# 田弘
田弘（511年—575年1月30日），字广略，长城郡长城县（今宁夏回族自治区固原市原州区）人 ，北魏、西魏、北周官员。

## 生平
田弘少年慷慨，有志建立功名，体力过人，勇敢而有谋略。北魏永安年间，田弘陷落于万俟丑奴军中。尔朱天光入关后，田弘从原州归顺尔朱天光，被任命为都督。
永熙三年（534年），宇文泰统帅全军，田弘请求拜见宇文泰，于是议论世事，多被宇文泰引用采纳，宇文泰非常高兴的说：“我的王陵来了。”把他当作得力的助手。永熙三年（534年），田弘又以迎接魏孝武帝西入关中的功劳，封鹑阴县子，食邑五百户。宇文泰把自己所穿的铁甲赐给田弘说:“天下如果平定，你再将这副铁甲拿给我看。”大统三年（537年），田弘改任帅都督，进爵为公。田弘跟从宇文泰平定窦泰、收复弘农、战于沙苑、解除洛阳包围、击败河桥敌军、参与邙山之战，田弘功劳居多，多次蒙受特殊赏赐，获赐姓纥干氏。大统十四年（545年），田弘出任持节、都督原州诸军事、原州刺史，增加食邑一千三百户，因为田弘功勋威望都很高，所以朝廷让他衣锦还乡。宇文泰在同州，文武官员齐集，宇文泰对众人说:“人人都像田弘那样尽心，天下难道不早就平定了！”宇文泰当即任命田弘为车骑大将军、仪同三司。魏废帝元年（552年），田弘转任骠骑大将军、开府仪同三司。
西魏平定蜀地之后，南梁信州刺史萧韶、宁州刺史谯淹等人各自凭借所统军兵，不服从西魏的统治，朝廷诏令田弘将他们讨伐平定。田弘又讨伐西平叛乱的羌人及凤州叛乱的氐人等，将他们都击败了。田弘每次临阵作战，破敌深入勇往直前，身体被射过一百多箭，骨头损伤九次，战马被长矛戳伤十次，朝廷认为他很勇敢。西魏恭帝二年（555年），谯淹煽动群蛮，以便归附南梁。蛮族酋长向镇侯、向白彪等人响应谯淹。向五子王又攻陷信州，田乌度、田都唐等人截断水路。文子荣再度占据荆州的汶阳郡，自称仁州刺史，邻州刺史蒲微也起兵反对西魏。西魏恭帝诏令田弘、贺若敦、潘招、李迁哲等人率兵出击。田弘派遣李迁哲救援信州，还没到时信州已经失陷，向五子王等人听说李迁哲到了，狼狈逃走，贺若敦等人又赶到，于是一起攻击向五子王等人，将他们击败，田弘加侍中。周孝闵帝登基，田弘进爵雁门郡公，增加食邑总计三千七百户。
保定三年（563年），田弘出任都督岷兆二州诸军事、岷州刺史。田弘虽然是武将，但行动遵循法度，百姓感到很安宁。保定三年（563年），田弘跟从随公杨忠讨伐北齐。保定四年（564年），田弘又跟从杨忠东征，升任大将军，增加食邑一千户，其余官职如故。班师回朝后，田弘就很快回到岷州。同年，吐谷浑入侵北周西部边境，宕昌羌暗中接应，朝廷诏令田弘讨伐他们，俘虏了敌方二十五个王，拔除了七十六个寨栅，终于击败讨平了他们，将宕昌所在地设置为宕州。
天和二年闰六月戊寅（567年），南陈湘州刺史华皎来归附北周，晋公宇文护商议南伐，派遣襄州总管卫公宇文直率领柱国陆通、大将军田弘、权景宣、元定等人率领士兵前往支援华皎，周军沌口之战中失利，朝廷仍让田弘出任江陵总管。等到南陈将军吴明彻来侵犯，田弘与梁明帝萧岿退军保卫纪南城，命令副总管高琳拒守，吴明彻退兵，田弘才回到江陵。不久朝廷任命田弘出任仁寿城主，以逼近宜阳城。天和六年正月丁卯（571年2月28日），田弘进位柱国。北齐将军斛律光率领步兵骑兵五万人从定陇出兵以增援宜阳，两军在宜阳城下交战，田弘与陈公宇文纯打败了他们，于是攻占了宜阳等九座城池，斛律光夺取了北周建安等四个戍，俘虏一千多人返回。凭借功劳，田弘增加食邑一千户，总计六千户。
建德二年正月乙巳（573年1月26日），田弘出任大司空，又升任少保。建德三年（574年），田弘出任总管襄郢昌丰唐蔡六州诸军事、襄州刺史。建德四年正月三日（575年1月30日），田弘在襄州去世，虚岁六十五。周武帝为田弘举哀，停止朝会三日，诏令田弘下葬的仪式完全按照最高功臣的礼仪，又诏令赠予少师、原交渭河兆岷鄯七州诸军事、原州刺史，谥号襄公。建德四年四月廿五日（575年5月20日），田弘葬于原州高平北山。大象末年，朝廷追录田弘的功劳，追封田弘为观国公。

## 赐姓
田弘十二代孙女田夫人墓志中记载“虏言纥干，夏言依倚，为国家之依倚”，这与《晋书·卷一百二十五·载记第二十五》中“纥干者，夏言依倚也”的记载类似，武汉大学历史学院硕士研究生谭秋含认为，田弘所赐姓纥干氏是将某些褒义的鲜卑名号赐予臣僚。

## 家庭

### 子女
- 田仁恭，隋朝上柱国、左武卫大将军、观国敬公
- 田备，大都督、贝丘县开国侯[1]
- 田氏，嫁隋朝上开府仪同三司、石州诸军事、石州刺史、阳林县公长孙璬[30]

## 田弘墓
1996年，寧夏回族自治区固原市，田弘墓出土。

## 延伸阅读
[在维基数据编辑]
 《周書·卷27》，出自令狐德棻《周書》
 《北史·卷065》，出自李延壽《北史》